# Gladys Knight & the Pips
Gladys Knight & The Pips (Глэ́дис Найт энд зэ Пипс) — американская вокальная группа, одна из самых уважаемых и дольше всего просуществовавших соул-групп, выпускавшая хиты на протяжении четырёх десятилетий.
Дольше всего продержавшийся и самый известный состав — Глэдис Найт (лид-вокал) и группа The Pips из трёх человек (бэк-вокал): Бабба Найт (брат Глэдис), Эдвард Паттен и Уильям Гест (двоюродные братья Глэдис и Баббы).
Группа прославилась на лейбле «Мотаун», но самый большой свой хит записала уже после ухода оттуда — выпущенная в 1973 году на лейбле Buddah Records песня «Midnight Train to Georgia» провела в «Билборде» две недели на первом месте Hot 100 и четыре недели на первом месте R&B чарта.

## Участники
- Глэдис Найт (англ. Gladys Knight) (1953—1962, 1964—1989)
- Бабба Найт[англ.] (англ. Merald "Bubba" Knight) (1953—1989)
- Уильям Гест[англ.] (англ. William Guest) (1953—1989)
- Бренда Найт (англ. Brenda Knight) (1953—1959)
- Элеанор Гест (англ. Eleanor Guest) (1953—1959)
- Эдвард Паттен[англ.] (англ. Edward Patten) (1959—1989; ум. 2005)
- Лэнгстон Джордж (англ. Langston George) (1959—1962)
- Крис Моранте (англ. Chris Morante) (1988)

## Награды и признание
В 1966 году группа в составе Гледис Найт (вокал, род. 28 мая 1944), уильяма Геста (вокал, род. июня 1941), Меральда «Баббы» Найта (вокал, род. 4 сентября 1942) и Эдварда Паттена (вокал, 2 августа 1939 —- 25 февраля 2005) была включена в Зал славы рок-н-ролла.

## Дискография
См. статью «Gladys Knight & the Pips discography» в англ. разделе.